# Trogloctenus briali
Trogloctenus briali is een spinnensoort in de taxonomische indeling van de kamspinnen (Ctenidae).
Het dier behoort tot het geslacht Trogloctenus. De wetenschappelijke naam van de soort werd voor het eerst geldig gepubliceerd in 2004 door Ledoux.